# Helena Kida
Helena Mateus Kida (ur. 12 października 1971 w Metanguli) – mozambicka polityczka i sędzia, od 2020 roku minister sprawiedliwości, spraw konstytucyjnych i religijnych. W latach 2017–2020 wiceminister spraw wewnętrznych.

## Życiorys
Uczyła się w szkole podstawowej Frelimo w Maputo, a następnie w szkole średniej im. Francisco Manyanga. W 1997 roku ukończyła licencjat z prawa na Uniwersytecie Eduarda Mondlanego, a w 2004 roku uzyskała tytuł magistra na Universidade Federal da Bahia. W 2005 roku ukończyła kurs sędziowski w Centrum Szkolenia Prawniczego i Sądowniczego.
W latach 2006–2008 pełniła funkcję sędzi Sądu Okręgowego Chibuto w prowincji Gaza. W latach 2008–2010 była sędzią w Sądzie Rejonowym w Boane, a w latach 2010–2011 w Sądzie Rejonowym Kampfumo–Maputo. Od 2011 do 2015 roku była sędzią śledczą w Wydziale Karnym Sądu Prowincjonalnego Maputo, a następnie do 2017 roku pracowała w Wydziale Pracy tego samego sądu. W 2017 roku rozpoczęła pracę w Sądzie Policyjnym.

### Działalność polityczna
Została członkinią Komitetu Centralnego Frontu Wyzwolenia Mozambiku. 8 listopada 2017 roku została mianowana wiceministrem spraw wewnętrznych. 13 listopada tego samego roku objęła funkcję. 20 stycznia 2020 roku weszła w skład drugiego rządu Filipe Nyusiego jako minister sprawiedliwości, spraw konstytucyjnych i religijnych.